# ککلیک‌تپه (گوراویماق)
ککلیک‌تپه (به ترکی استانبولی: Kekliktepe) (به کردی: Misorî) یک منطقهٔ مسکونی در ترکیه است که در گوراویماق واقع شده‌است. ککلیک‌تپه ۲۴۵ نفر جمعیت دارد.